# تدهور ديمقراطي

البلدان التي تمارس الاستبداد (الأحمر) أو الديمقراطية (الزرقاء) بشكل كبير وملحوظ (2010-2020). البلدان التي تظهر باللون الرمادي لم تتغير إلى حد كبير.

التدهور الديمقراطي، المعروف أيضًا باسم التحول إلى الاستبداد، ونزع التحول الديمقراطي، هو تدهور تدريجي في جودة الديمقراطية وعكس التحول الديمقراطي، ما قد يؤدي إلى فقدان الدولة لصفاتها الديمقراطية، ما قد يؤدي إلى التحول إلى أوتوقراطية أو نظام استبدادي. ينجم التراجع الديمقراطي عن ضعف تقوده الدولة للمؤسسات السياسية التي تدعم النظام الديمقراطي، مثل الانتقال السلمي للسلطة أو الأنظمة الانتخابية. على الرغم من افتراض أن هذه العناصر السياسية تؤدي إلى بداية التدهور، فإن المكونات الأساسية الأخرى للديمقراطية مثل التعدي على الحقوق الفردية وحرية التعبير تشكك في صحة وكفاءة واستدامة النظم الديمقراطية بمرور الوقت.
تجادل عالمة السياسية نانسي بيرميو بأن الأشكال الصارخة من التدهور الديمقراطي، مثل الانقلابات الكلاسيكية ذات النهاية المفتوحة وتزوير يوم الانتخاب، قد تراجعت منذ نهاية الحرب الباردة، في حين أن أشكال التدهور الأكثر دقة والحيرة ازدادت. تستتبع الأشكال الأخيرة من التدهور إضعاف المؤسسات الديمقراطية من الداخل. هذه الأشكال الدقيقة فعالة بشكل خاص عندما تُضفى الشرعية عليها من خلال نفس المؤسسات التي يتوقع الناس منها حماية القيم الديمقراطية.
أدت الموجة الثالثة من التحول الديمقراطي، التي بدأت في منتصف السبعينيات، إلى تغيير البنى السياسية الرسمية القائمة في كثير من بلدان العالم النامي. ومع ذلك، فإن عمليات التحول الديمقراطي لا تتخذ منهجًا خطيًا، إذ أن عددًا محدودًا فقط من البلدان التي مرت بمرحلة انتقالية إلى الديمقراطية نجحت في إنشاء أنظمة ديمقراطية راسخة وفعالة. منذ عام 2001، وجد عدد من الأنظمة الاستبدادية في العالم أكثر من الأنظمة الديمقراطية، ونتيجةً لذلك، فإن الموجة الثالثة من الاستبداد تتسارع وتتعمق. بالإضافة إلى ذلك، بصرف النظر عن الانتقال إلى الحكم الاستبدادي، قد يؤدي التدهور الديمقراطي أيضًا إلى الانحدارات الاستبدادية والثورات والأنظمة الهجينة عندما تدخل تلك الأنظمة في مناطق رمادية سياسية.
التدهور الجائحي، هو نوع محدد من التدهور الديمقراطي المرتبط بالأزمات الوطنية. يحدث ذلك عندما يفرض القادة قواعد سلطوية أثناء حالات الطوارئ الوطنية التي تكون إما غير متناسبة مع شدة الأزمة أو تظل سارية بعد تحسن الوضع. حدث ذلك في العديد من البلدان أثناء جائحة فيروس كورونا.

## المظاهر
يحدث التدهور الديمقراطي عندما تتعرض المكونات الأساسية للديمقراطية للتهديد. من أمثلة التدهور الديمقراطي:
- تدهور الانتخابات الحرة والنزيهة.
- تراجع الحقوق الليبرالية في حرية التعبير والصحافة والجمعيات، ما يضعف قدرة المعارضة السياسية على تحدي الحكومة ومحاسبتها واقتراح بدائل للنظام الحالي.
- ضعف سيادة القانون (أي القيود القضائية والبيروقراطية على الحكومة)، كما الحال عندما يكون استقلال القضاء مهددًا، أو عندما تضعف حماية الخدمة المدنية أو تُلغى.
- تصنع الحكومة تهديدًا للأمن القومي أو تبالغ في التأكيد عليه لخلق إحساس بالأزمة يسمح للحكومة بإيذاء المنتقدين على أنهم ضعيفو الإرادة أو غير وطنيين وتصوير المدافعين عن المؤسسات الديمقراطية كممثلين لنخبة متعبة ومعزولة.

## الأشكال
يمكن أن يحدث التدهور الديمقراطي بعدة طرق شائعة. غالبًا ما يُقاد التدهور من قبل قادة منتخبين ديمقراطيًا، ويستخدمون تكتيكات تدريجية وليست ثورية. كما أكد ستيفن ليفيتسكي ودانييل زيبلات، من الصعب تحديد لحظة معينة لا تُعد فيها الحكومة ديمقراطية، بالنظر إلى أن عملية التدهور هذه تظهر ببطء، في خطوات بالكاد مرئية. يستخدم أوزان فارول عبارة الاستبداد الخفي لوصف ممارسة زعيم استبدادي (أو زعيم استبدادي محتمل) يستخدم «آليات قانونية تبدو مشروعة لمكافحة غايات ديمقراطية ... إخفاء الممارسات المعادية للديمقراطية تحت قناع القانون». جنبًا إلى جنب مع خوان لينز (1996)، طور ليفيتسكي وزيبلات واتفقا على الاختبار الحقيقي، والذي يتضمن ما يؤمنون أنها المؤشرات الأربعة الرئيسية للسلوك الاستبدادي. هذه العوامل الأربعة هي: الرفض (أو ضعف الالتزام) بالقواعد الديمقراطية للعبة، وإنكار شرعية المعارضين السياسيين، والتسامح أو تشجيع العنف والاستعداد لتقليص الحريات المدنية للمعارضين، بما في ذلك وسائل الإعلام.  يصف فارول التلاعب بقوانين التشهير أو قوانين الانتخابات أو قوانين الإرهاب بأنها أدوات لاستهداف أو تشويه سمعة المعارضين السياسيين، واستخدام الخطاب الديمقراطي للتمويه عن الممارسات المناهضة للديمقراطية، بصفتها مظاهر للاستبداد الخفي. بالإضافة إلى هذه العلامات الأساسية المستمدة من سلوك القادة، يصف صمويل ب. هنتنغتون الثقافة بصفتها مساهم رئيسي في التدهور الديمقراطي، ويكمل ليحاجج أن ثقافات بعينها هي ثقافات عدائية للديمقراطية، لكن لا تحرم تلك الثقافات بالضرورة التحول الديمقراطي.

### انقلابات واعدة
في الانقلاب الواعد، تُخلع الحكومة المنتخبة الحالية في انقلاب من قبل قادة الانقلاب الذين يدعون الدفاع عن الديمقراطية ويتعهدون بإجراء انتخابات لاستعادة الديمقراطية. في هذه الحالات، يؤكد الانقلابيون على الطبيعة المؤقتة والضرورية لتدخلهم من أجل ضمان الديمقراطية في المستقبل. هذا على عكس الانقلابات ذات النهاية المفتوحة التي حدثت خلال الحرب الباردة. تقول عالمة السياسة نانسي بيرميو إن حصة الانقلابات الناجحة التي تندرج في فئة التعهد قد ارتفعت بشكل كبير، من 35 بالمئة قبل عام 1990 إلى 85 بالمئة بعد ذلك. بعد فحص 12 انقلابًا واعدًا في الدول الديمقراطية بين عامي 1990 و2012، وجدت بيرميو أن القليل من الانقلابات الواعدة أعقبتها انتخابات تنافسية، وعدد أقل منها مهد الطريق أمام الديمقراطيات المحسنة.

### التعظيم التنفيذي
تحتوي هذه العملية على سلسلة من التغييرات المؤسسية من قبل التنفيذيين المنتخبين، ما يضعف قدرة المعارضة السياسية على تحدي الحكومة ومحاسبتها. الميزة الأكثر أهمية للتعظيم التنفيذي هي أن التغييرات المؤسسية تتم من خلال القنوات القانونية، ما يجعل الأمر يبدو كما لو أن المسؤول المنتخب لديه تفويض ديمقراطي. بعض الأمثلة على التعظيم التنفيذي هي تراجع حرية وسائل الإعلام وإضعاف سيادة القانون (أي القيود القضائية والبيروقراطية على الحكومة)، كما الحال عندما يكون الاستقلال القضائي مهددًا.
بمرور الوقت، كان هناك انخفاض في الانقلابات النشطة (التي يستولي فيها فرد يسعى للسلطة، أو مجموعة صغيرة، على مقاليد السلطة من خلال إزاحة حكومة قائمة بالقوة والعنف) والانقلابات الذاتية (التي تنطوي على رئيس تنفيذي منتخب بحرية يعلق الدستور من أجل تجميع السلطة في عملية اكتساح واحدة سريعة) وزيادة في التعظيم التنفيذي. تشير عالمة السياسة نانسي بيرميو إلى أن التعظيم التنفيذي يحدث بمرور الوقت، من خلال التغييرات المؤسسية التي تُضفى الشرعية عليها من خلال الوسائل القانونية، مثل الجمعيات التأسيسية الجديدة أو الاستفتاءات أو «المحاكم أو الهيئات التشريعية القائمة ... في الحالات التي يسيطر فيها مؤيدو السلطة التنفيذية على أغلبية هذه الهيئات». تلاحظ بيرميو أن هذه الوسائل تعني أن التعظيم التنفيذي يمكن تأطيره على أنه نتج عن تفويض ديمقراطي. يتميز التعظيم التنفيذي بوجود ضائقة في محاور الديمقراطية، بما في ذلك المؤسسات أو المساءلة الأفقية؛ والمساءلة التنفيذية أو الخطابية.